# Marthinus Wessel Pretorius

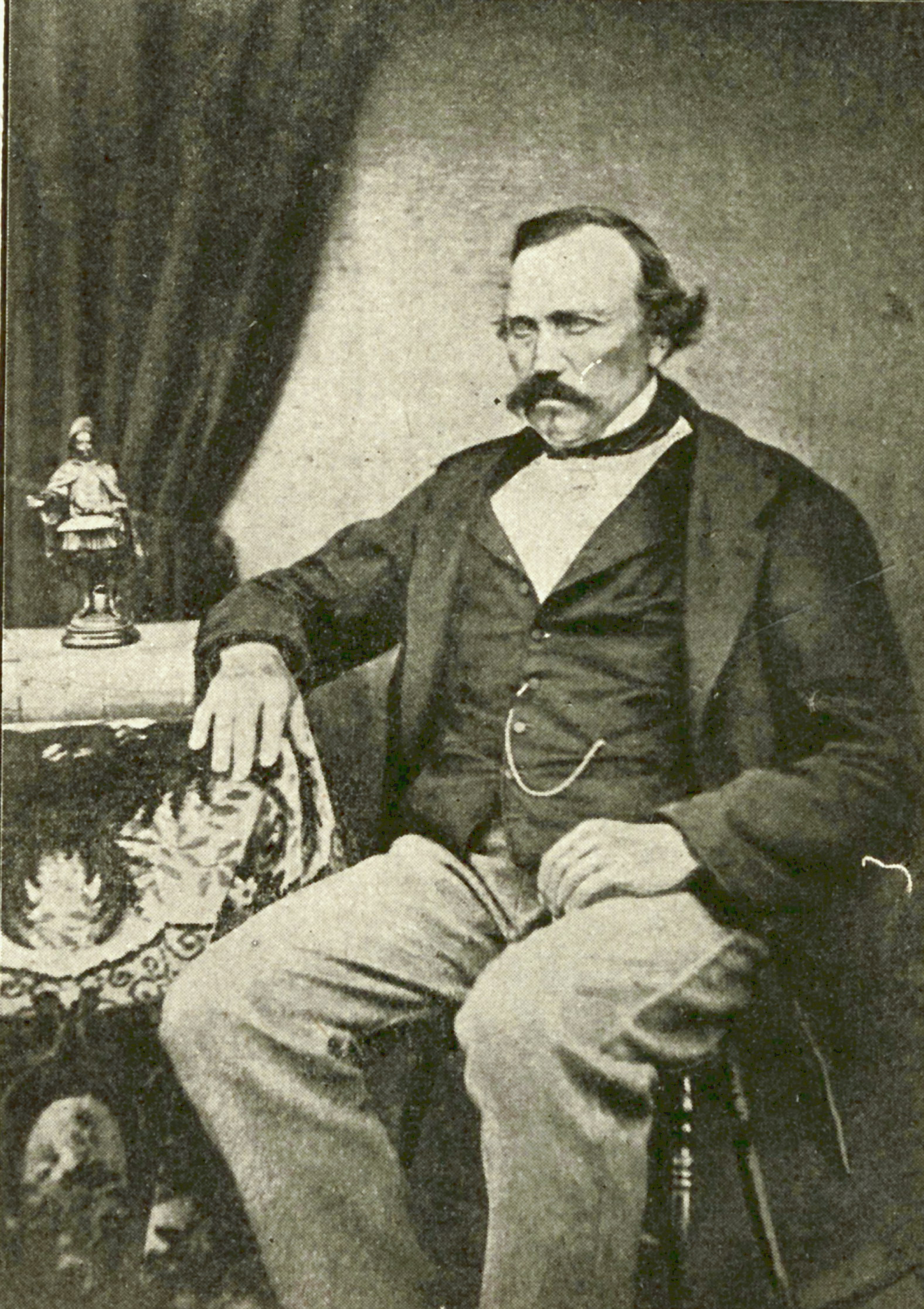
Marthinus Wessel Pretorius 1855-ben

Marthinus Wessel Pretorius (Pretoriuskloof, 1819. szeptember 17. – Potchefstroom, 1901. május 19.) búr államférfi, politikus, a Transvaal Köztársaság és Oranje Szabadállam elnöke volt.

## Élete

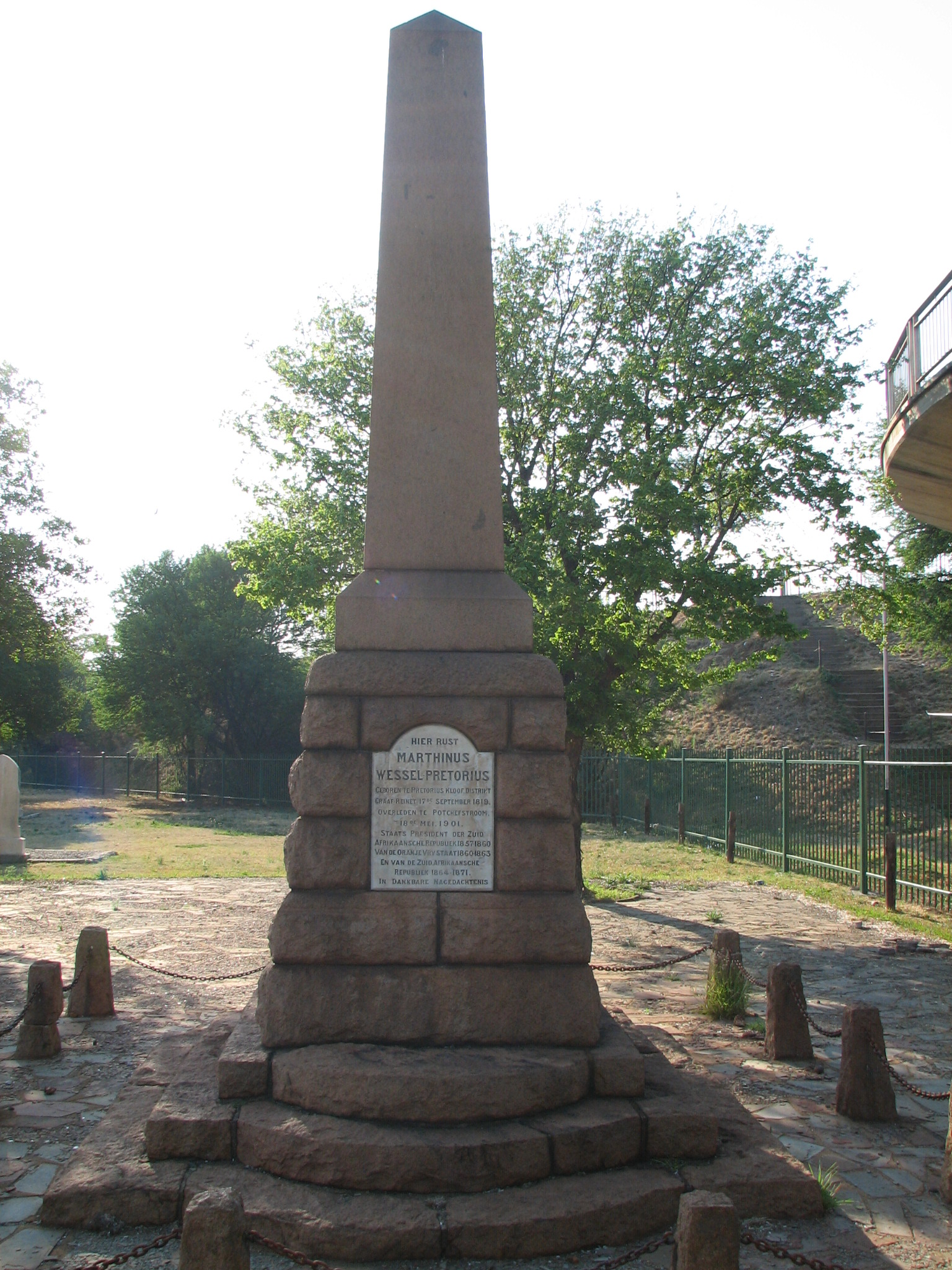
Síremléke a dél-afrikai Potchefstroomban

1819-ben született Andries Wilhelmus Jacobus Pretorius és Christina Petronella de Wit elsőszülött fiaként. A fiatal Pretorius kemény körülmények között nőtt fel. Családja nagyon nehezen tudta fizetni a gyermek iskolába járását, így Pretorius hosszú ideig nem kapott formális oktatást, csupán egy ideig elemi iskolába járt. Már fiatalkorában megmutatkozott diplomáciai és írói tehetsége, leveleit gyöngybetűkkel és olvashatóan írta. Ezenkívül érdekelték az idegen nyelvek is. Fiatalkora eseménytelen volt, ezért elhagyta Fokföldet tizenkilenc éves korában.
1838-ban 68 kocsival vándorolt ki Fokföldről, ezt követően egy ideig katonaként harcolt.
1841. december 1-jén feleségül vette a 21 éves Magdalena Alettát, François Alewyn Smit özvegyét. Több gyermekük is született, de csak Christina Johanna Petronella érte meg a felnőttkort. Ekkoriban foglalkozott gazdálkodással is.
1843-ban Natal lerohanása után többen is kivándoroltak a országból, Wessel azonban szerette volna békés eszközökkel megoldani a konfliktust. A helyzet 1847-re sem változott, így családjával kénytelen volt menekülni.
1848-ban visszatértek és egy hartebeespoorti farmon éltek tovább, itt rendezték gazdasági ügyeiket.
1851-ben befejezte a kormány által rábízott feladatát, de nemsokára még többet kapott.
1852 januárjában kötötték meg a Sand-folyó egyezményt amelynek köszönhetően Nagy-Britannia elismerte Transvaal függetlenségét.
1853-ban meghalt apja, és ő foglalja el a helyét a népgyűlésben, néhány nappal később letette az esküt is. Pretoriusnak mindig megmutatkozott azon képessége, amellyel kiválóan tudta kezelni a nemzeti problémákat. Egy hibája volt, hogy csakúgy, mint apja, ő is a búr területek egyesítését kívánta, viszont nem minden búr terület akarta ezt. Pretoriusnak ezenkívül nagy gondot okoztak az országban megjelenő vallási ellentétek. Amikor sikerült elérnie az elnökséghez, segítséget ajánlott fel Fokföldnek. Ennek eredménye lett a fokföldi zsinat 1853 novemberében.
Gyakran veszett össze Smellekamppal és Van der Hoff-fal így e vetélytársai gyakran tettek neki keresztbe.
1855-ben súlyos tüdőbetegséget kapott, és huzamosabb ideig betegeskedett. Azonban ebben az évben végre nyugalom volt a népgyűlésen, mert sikerült megtárgyalni a nézeteltéréseket. Megalkották a Transvaal Köztársaság alkotmányát.
Nem volt még sem nemzeti egység, sem támogatás. A Lydenburg részben elfogadta, míg a Stephanus Schoeman, Soutpansberg és Pieter Johannes Potgieter, szintén elutasította az új alkotmányt.
Ezzel a háttérrel Pretorius elkövette legnagyobb politikai baklövését. A népgyűlés képviselői elfogadták az úgynevezett polgári jogi törvényt. Pretorius sietve távozott Bloemfonteinből anélkül, hogy erőfeszítéseket tett volna a megbékélésre Schoemannal aki kijelentette, hogy a lázadó Pretorius távollétében blokád alá vonta az egész Észak-Transvaalt és rövid polgárháborút vívott a kormánnyal.
Sokat utazott Natalba, hogy a közös határokról tárgyaljon, de végül ezek nem vezettek eredményre.
Az 1877-es brit annexió hatására egy időre visszatért a közéletbe.
Bár viszonylag fiatal és fizikailag erős volt, visszavonult a politikai életből, és visszavonult potchefstroomi birtokára.
1901-ben nagy valószínűséggel felfázott, mikor egy hideg éjszakán brit katonák hallgatták ki az idős, 81 éves Pretoriust akinek a szervezete már nem bírta ezt. Így néhány nap múlva elhunyt.

## Emlékezete
Potchefstroom városában és temetőjében emlékművet helyeztek el tiszteletére.